# Philly Joe Jones
| Philly Joe Jones                          | Philly Joe Jones                          |
| Kattints az alábbi külső linkek egyikére! | Kattints az alábbi külső linkek egyikére! |
| ----------------------------------------- | ----------------------------------------- |
| Nem található szabad kép.(?)              |                                           |
| külső link · jogvédett                    | Philly Joe Jones                          |

Philly Joe Jones (Philadelphia, 1923. július 15. – Philadelphia, 1985. augusztus 30.) amerikai dzsesszdobos. A „Philly Joe” becenév szülővárosára, Philadelphiára utal, de az volt a célja, hogy megkülönböztesse magát hasonlóan híres idősebb kollégájától, „»Papa« Jo Jones”-tól, Count Basie zenekarából.

## Pályakép
Philly Joe Jones gyerekkoránan Jones sztepptáncosvolt a The Kiddie Show-ban a philadelphiai WIP rádióállomáson. A második világháború alatt az Egyesült Államok hadseregében szolgált.
1947-ben a New York-i Café Society Fouse dobosa lett, ahol a kor vezető bebop zenészeivel, pl. Tadd Dameronnal játszott. 1955-1958 között turnézott és lemezfelvételeket készített a Miles Davis Quintettel. Miles Davis azt mondta, hogy Jones volt a kedvenc dobosa.
1958-tól Jones zenekarvezetőként dolgozott, de más zenészekkel, köztük Bill Evansszel és Hank Mobley-val is dolgozott. Evans − mint Miles Davis is − kijelentette, hogy Jones volt a kedvenc dobosa.
1967 vége és 1972 között Jones Londonban és Párizsban élt. Ott olyan zenészeknek dobolt, mint Archie Shepp, Mal Waldron és Hank Mobley. Jones két évig (1967–69) tanított Londonban.
Jones 1976-ban, majd 1978-ban Bill Evansszel turnézott, 1977–79-ben felvételeket készített a Galaxy rádió számára, és dolgozott a Red Garlanddal is.
1981-ben Jones segített megalapítani a Dameronia dzsesszegyüttest, amelyet Tadd Dameron zeneszerző zenéjének szenteltek.
1985-ban szívroham következtében halt meg. Kétszer volt a Grammy-díj jelöltje.

## Lemezválogatás
- Blues for Dracula (1958) és Nat Adderley, Julian Priester, Johnny Griffin, Tommy Flanagan, Jimmy Garrison
- Cool Struttin’ és Sonny Clark, Art Farmer, Jackie McLean, Paul Chambers
- Drums Around the World (1959) és Blue Michell, Curtis Fuller, Cannonball Adderley, Benny Golson, Sahib Shihab
- Showcase (1959) és Bill Barron, Julian Priester, Blue éschell, Pepper Adams, Charles Coker, Jimmy Garrison
- No Room for Squares (1963) és Hank Mobley, Lee Morgan, Donald Byrd, Herbie Hancock, Andrew Hill
- Philly Joe Jones & Elvin Jones: Together! (1961)
- The Turnaround! (1963; 1965) és Hank Mobley, Donald Byrd, Herbie Hancock
- Straight No Filter (1963; 1985) és Hank Mobley, Lee Morgan, Donald Byrd, Herbie Hancock, Andrew Hill
- M'Joe (1968) és Kenny Wheeler, Chris Pyne, Peter King
- Philly Mignon (1977) és Nat Adderley, Ira Sullivan, Dexter Gordon, George Cables, Ron Carter
- Drum Song (1980) és Tommy Turrentine, Charles Brown, Mickey Tucker, Mickey Bass

## Filmek
- Philly Joe Jones az IMDb-n

## Díjak
- Grammy-díj: két jelölés